# Martin Flämig
Martin Flämig (Aue (Saxònia), 19 d'agost, 1913 - Dresden (Saxònia), 13 de gener, 1998), va ser un músic eclesiàstic alemany, director de música eclesiàstica regional protestant i mestre de capella a Dresden.

## Biografia
Després del seu examen estatal com a músic d'església, Flämig va succeir a Franciscus Nagler com a cantor de la "Matthäuskirche" de Leisnig. Des d'allà va arribar primer a Döbeln, abans de convertir-se en cantor de l'Església de la Reconciliació de Dresden el 1948, succeint al seu antic mestre Alfred Stier. Un any més tard va fundar l'Escola Estatal de Música de l'Església. A més, des de 1945 era professor i cap del departament de direcció coral de l'Acadèmia de Música i Teatre de Dresden. El 1953 va ser nomenat professor a la Universitat de Música de Dresden. A partir de 1959 va assumir les funcions de professor al conservatori de Berna i director de cor de l'"Engadiner Kantorei" a la “Laudinella” de St. Moritz.
Per tal de permetre'l continuar la seva feina a Suïssa, que estava en perill, i així mantenir-lo com a director, membres del "Berne Kantorei", el "Basilea Münsterkantorei" i l'aleshores "Eastern Switzerland Selected Choir" van fundar la Congregació de Cant Evangèlic el 1962 i van contractar Martin Flämig com a primer director musical.
També va treballar com a organista a Berna, Thun i Effretikon i com a director del "Thuner Singkreis", el "Seeland Teachers' Choir" i el "Zurich Radio Choir". El 1971 va ser nomenat successor de Rudolf Mauersberger com a Dresden Kreuzkantor. Va ocupar aquest càrrec fins al 1991; El 1988 es va convertir en ciutadà honorari de la ciutat de Dresden. Flämig era membre de la Germandat Evangèlica Michael i de la Unió Demòcrata Cristiana de la RDA.
Des de 1991, Flämig va viure jubilat a Tschingel, prop de Gunten, al llac Thun. Va morir el 1998 i va ser enterrat al cementiri forestal Weißer Hirsch de Dresden.
Al diari "Dresdner Neueste Nachrichten", Flämig va ser escollit com un dels "100 Dresdeners del segle XX" l'any 2000.

## Representació fotogràfica de Flämig (selecció)
- Matthias Creutziger: Martin Flämig Martin al Kulturpalast Dresden durant l'assaig amb la Filharmònica de Dresden, el Cor Filharmònic i el Kreuzchor (a partir d'una sèrie de fotografies, 1984)[3]
- Erich Höhne: Prof. Flämig (a partir d'una sèrie de fotografies, 1971)[4]